# Lampona garnet
Lampona garnet is een spinnensoort uit de familie Lamponidae. De soort komt voor in Queensland.